# Albany County, New York
Albany County är ett administrativt område i delstaten New York, USA, med 304 204 invånare. Den administrativa huvudorten (county seat) är Albany.

## Geografi
Enligt United States Census Bureau har countyt en total area på 1 381 km². 1 356 km² av den arean är land och 25 km² är vatten.

### Angränsande countyn
- Schenectady County, New York - nord
- Saratoga County, New York - nordost
- Rensselaer County, New York - öst
- Columbia County, New York - sydost
- Greene County, New York - syd
- Schoharie County, New York - väst